# Народи пуебло
Вижте пояснителната страница за други значения на Пуебло.
Пуебло е името на група индиански народи в югозападната част на Съединените щати. Представители са на една от най-старите земеделски култури в Северна Америка. Традиционната им икономика се основава на селското стопанство и търговията. Живеят в кирпичени жилища и говорят езици от различни групи. Културно се разделят по родствени системи и селскостопански практики, но всички отглеждат царевица. Когато испанците пристигат по тези земи през 16 век, тези индианци живеят в села, които испанците наричат пуеблос, което означава „градове“. Испанците наричат и хората, които обитават тези постройки Пеубло. Тези постройки представляват 5 – 6 етажни пирамидални сгради изградени от камък, дърво, глина и хоросан, приличащи на крепости.
Тези индианци са последната най-висока степен в развитието на Доколумбова Северна Америка. Те са непосредствените наследници на жителите на скалните градове и на древните култури в региона като Моголон (140 г. – до около 1400 г.), Хохокам (от началото на новата ера до около 1450 г.) и Анасази, които се смятат за предците на съвременните Народи пуебло. Праисторически жилища на Пуеблосите са пръснати навсякъде из Югозапада, в Аризона, Ню Мексико, части от Невада, Юта, Тексас, Колорадо, както и в мексиканския щат Чиуауа. От 21 такива селища, които съществуват днес, най-известните са Таос, Акома, Зуни и Хопи. Основната част от населението е разположено основно в Аризона и Ню Мексико, отчасти и в Тексас. По-рано е имало индианци пуебло и в Колорадо.
Народите пуебло са първите, които водят успешно въстание срещу колонистите през 1680 г. Те принуждават испанските завоеватели да напуснат земите им и да не се връщат за цели 12 години. След това постепенно испанците успяват да ги завладеят, а техните мисионери обръщат почти цялото население в католицизма.

## Класификация
Когато Хуан де Онате пристига в земите на източните пуеблоси през 1598 г., пуеблосите живеели в 70 селища и наброявали около 50 000 души. Заради епидемии, разразили се след идването на испанците, комбинирани с постоянни нападения от страна на апачите и други номадски племена, както и глада и лошото отношение на колонистите, намаляват значително населението и от първоначалните 70 селища днес са оцелели само 21.
На езиков принцип народите пуебло са групирани в 6 разделения: 7 групи говорят езика Керес, 6 езика Теуа, 5 езика Тиуа и по един езиците Хопи, Зуни и Тоуа.
- Зуни
- Хопи

Керес
- Източни
  - Кочити – традиционно име Ко-тйит (Ko-Tyit). Пуеблото се намира на 55 мили северно от Албюкърки и е дом на 1500 членове на племето.
  - Сан Фелипе – традиционно име Катиштиа (Katishtya). Пуеблото се намира на 35 мили северно от Албюкърки и е дом на 3185 членове на племето.
  - Санта Ана – традиционно име Тамая (Tamaya). Пуеблото се намира на 16 мили северозападно от Албюкърки и е дом на 500 членове на племето.
  - Санто Доминго – традиционно име Кеуа (Kewa). Пуеблото се намира на 25 мили югозападно от Санта Фе и е дом на 3100 членове на племето.
  - Зия – традиционно име Тси-я (Tsi-ya). Пуеблото се намира на 35 мили северно от Албюкърки и е дом на 646 членове на племето.
- Западни
  - Акома – традиционно име Хаак’у (Haak’u). Пуеблото се намира на 60 мили западно от Албюкърки и е дом на 3000 членове на племето.
  - Лагуна – традиционно име ка’уаика (Ka'waika). Пуеблото се намира на 45 мили западно от Албюкърки и е дом на 7700 членове на племето.

Тиуа
- Таос – традиционно име Туа-та (Tuah-Tah). Племето има около 4500 записани членове.
- Пикури – традиционно име Пе’еуи (Pe’ewi). Пуеблото се намира на 25 мили югоизточно от Таос и е дом на 1800 членове на племето.
- Ислета – традиционно име Туе-л (Tue-I). Пуеблото се намира на 50 мили южно от Албюкърки и е дом на 3000 членове на племето.
- Сандиа – традиционно име На-фиат (Na-Fiat, пълно име Туф Шур Тиа). Пуеблото се намира северно от Албюкърки.
- Ислета дел Сюр (Тигуа)

Теуа
- Северни
  - Намбе – традиционно име Намбе О-уеен-ге (Nambe O-Ween-Ge). Пуеблото се намира на 20 мили северно от Санта Фе.
  - Похоако – традиционно име По-суае-ге (Po-Suae-Geh). Племето има 2712 записани членове.
  - Сан Илдефонсо – традиционно име По-уо-ге Оуеенге Po-woh-ge-oweenge. Пуеблото се намира северно от Санта Фе и е дом на 1500 членове на племето.
  - Сан Хуан – традиционно име Окай Оуинге (Ohkay Owingeh). Пуеблото се намира на 25 мили северно от Санта Фе и е дом на 6748 членове на племето.
  - Санта Клара – традиционно име Ка’п’оо Оуинге (Kha'p'oo Owinge). Пуеблото се намира северно от Санта Фе, близо до Еспаньола.
  - Тесуко – традиционно име Тет-суге (Tej-Sugeh). Пуелото се намира на 10 мили северно от Санта Фе и е дом на 800 членове на племето.
- Южни
  - Тано

Тоуа
- Хемес – традиционно име Уалатоуа (Walatowa). Пуеблото се намира на 55 мили северозападно от Албюкърки и е дом на 1890 членове на племето.

Отделно групите са категоризирани и според местообитанието на източни и западни. Културните различия между групите не съответстват точно на тези езикови и географски разделения.
Източните пуебло живеят в автономни селища от няколкостотин до 2000 души най-много, на или в близост до Рио Гранде в Ню Мексико.
Западните пуебло – зуни, хопи и хората от Пуебло Лагуна и Пуебло Акома живеели в доста по-сух и изолиран район в западно Ню Мексико и източна Аризона.

## Култура
Индианците Пуебло са последната най-висока степен в развитието на Доколумбова Северна Америка. Те са непосредствените наследници на жителите на скалните градове и на древните култури в региона като Моголон (140 г. – до около 1400 г.), Хохокам (от началото на новата ера до около 1450 г.) и Анасази, които се смятат за предците на съвременните Народи пуебло. Праисторически жилища на Пуеблосите са пръснати навсякъде из Югозапада, в Аризона, Нй Мексико, части от Невада, Юта, Тексас, Колорадо, както и в мексиканския щат Чиуауа.
Културата на днешните Пуеблоси се заражда около 700 – 1100 г. Археолозите разграничават 3 основни периода в развитието им. Първият период обхваща периода от 750 г. до 900 г. Вторият обхваща периода от 900 г. до 1150 г. и Третият от 1150 г. до 1300 г. След 1300 г. древните пуеблоси изоставят своите населени места по някаква причина и се групират главно в Аризона и Ню Мексико. Тук ги срещат и първите испански изследователи. От 1300 г. започва Четвърти период в развитието им, белязан от упадъка на културата им след срещата с европейците.
След възникването на съвременната куртура Пуебло, хората значително повишават равнището на земеделско производство като овладяват до съвършенство напояването на нивите. Основната култура, която отглеждали била царевицата. Познавали над 10 нейни сорта. Култивирали още тикви, бобови култури, дини, чушки, салати и други. Нивите обработваали с дървени мотики. От животните отглеждали само кучета и костенурки, а в по-ново време свине и овце. Допълвали диетата си с лов. Ловували елени, антилопи и едни вече изчезнали животни подобни на ламата. Ловът е едно от мъжсите задължения. Мъжете също така тъкат платове и изработват оръжия. Жените обработвали нивите, строяли домове и се грижели за децата и домакинството. Въпреки че не познавали грънчарското колело били отлични грънчари. Производството на керамика било съвместна работа. Жената играела важна роля в обществото им. При западните пуеблоси и при източните групи керес наследствеността се предавала по майчина линия, докато при останалите групи наследствеността била двустранна, по бащина и майчина линия. Семейството е основна социална единица. Няколко свързани семейства формират родствена група, която може да проследи своя произход далеч назад във времето до известна историческа или легендарна личност. Сред западните пуеблоси и източните групи керес няколко роднински групи били свързани в кланове, носещи името на някое животно, растение или предмет. Няколко клана се обединявали във фратрии, които също имали свой тотем.
Вместо да използват кланове, някои групи пеубло групират родствените линии директно в две части. Това е особено характерно за източните пеублоси. Някои от тях били организирани в части като Тиква и Тюркоаз, а други в Зимни и Летни хора. Всеки клан или част имали своите характерни отговорности като организирането на ритуали или много от аспектите на обществения живот.
Днешната култура на народите пуебло е смесица на традиционната култура с испанско, мексиканско, римокатолическо, протестантско и евроамериканско влияние. Въпреки вековете на външно влияние пуеблосите успяват да запазят културата си почти непроменена. Културата им не претърпява почти никакви качествени промени през последните 6 – 8 столетия. Въпреки промените, които настъпват след контакта с белите всяка група успява да запази своята идентичност като отделен народ. Съществуват съществени различия между групите, а и понякога в самите групи що се отнася до придържането към традиционните вярвания и практики, степента на интеграция в бялото общество и икономическото благосъстояние.
Като идват испанците много от пуеблосите били обърнати в католицизма, но наред с новия бог те запазили и старите си вярвания. Традиционно вождът на всяко пуебло бил и религиозен лидер, чието основно задължение е да следи Слънцето и да определя датите за церемониите. Религията играела важна роля в живота им. Религиозните им представи отразяват вече развитото земеделие и имали за цел да осигурят достатъчно дъжд. Огромно влияние имали обществените религиозни церемонии и ритуални танци.

## История
През 1536 г., когато Кабеса де Вака и другарите му пристигат в Мексико, разпространяват слухове за прочутите Седем града Себола – оживени градове населени с богати земеделци, притежаващи големи количества благородни метали. През 1539 г. францисканскияг монах Маркос де Низа води първата експедиция в района населяван от индианците пуебло.
За пръв път пуеблосите изпитват испанската бруталност през 1540 г., когато Франсиско Васкес де Коронадо с няколкостотин войници и мексикански индианци води експедиция до горната част на долината на Рио Гранде, в търсене на митичните градове Сибола. Коронадо и хората му прекарват зимата близо до пуеблосите, но когато испанците искат от местните да им доставят провизии и да им изпратят жените си индианците отказват. За наказание испанците избиват 200 от тях. В отговор от околните селища индианците започват да нападат експедицията, а това води до още стотици убийства от страна на испанците. Накрая, осъзнавайки че Златните градове са един мит, Коронадо и хората му се оттеглят обратно в Мексико. След това сериозни опити за колонизиране на района не са правени до 1598 г., когато отец Хуан де Онате с няколкостотин войници, заселници и мексикански индианци пристига в земите на източните пуеблоси. По това време тези индианци живеели в 70 селища и наброявали около 50 000 души. Онате принуждава местните да построят големи църкви, жилища за хората му, складове и конюшни, както и да присъстват всяка сутрин на Сутрешната меса. Отделно на индианците е забранено да провеждат своите церемонии. Техните духовни водачи са екзекутирани, а светилищата и ритуалните предмети унищожени.

### Под испанско управление
Когато Онате установява контрол над отделните пуеблоски селища, той признава техният полуавтономен статут с определени права на самоуправление. Онате променя старата индианска политическа система и установява нова, над която испанците да имат повече контрол. На всяко пуебло са назначени управител, лейтенант-губернатор, военни капитани, шериф и охрана на напоителните системи и църквите. След избирането им в началото на годината те получават одобрението на испанския губернатор, а на всеки управител на пуебло са дадени черни жезли с копринени и сребърни пискюли като символ на властта им.
Неспособността на Онате да намери богатства и общественото недоверие в политиката му водят до смяната му като управител през 1607 г. На негово място е назначен Педро де Пералта, който през 1610 г. основава Санта Фе като столица на провинцията. Индианците са принудени да построят административните сгради и двореца на губернатора в града.
През 1640 г. голяма суша и нападения от страна на апачите водят до масов глад и над 3000 смъртни случая сред пуеблосите. Сушата, гладът и нападенията на номадските племена влошават още повече положението след 1665 г. Подсилени и с поредица от епидемии населението на пуеблосите намалява до 1/10 от първоначалното. Условията продължават да се влошават, тъй като испанците продължават да тормозят и наказват индианците за това, че практикуват традиционните си ритуали и неспособността им да си плащат данъците.
Заради постоянните бедствия, които пуеблосите приписват на дисхармония във Вселената, все повече от тях започват да се връщат към традиционните си вярвания.

### Въстание на Пуебло
През първата си година като губернатор, Хуан Франциско де Тревиньо (1675 – 1677) обявява пълна забрана на местните ритуали и изпраща войници да арестуват всички водачи на тайни общества, водачи на церемонии и духовни лидери. От 47-те арестувани, четирима са екзекутирани, други са осъдени на дълги години затвор, а останалите са подложени на обществено наказание. Един свещен човек от Пуебло Сан Хуан, наречен Папата е един от тези принудени да понесат публичното наказание. В продължение на 10 години преди това той проповядва пуеблосите да окажат съпротива на испанците, но никой не му обръща внимание, тъй като никога преди това те не са се занимавали с мащабни военни действия и започването на такава война с испанците им изглежда невъзможно начинание. Папата отказва да приеме всякакви възражения и след наказанието му, между 1675 – 1680 г. започва да организира тайна мрежа от съюзи и да обединява пуеблосите. Испанците дочуват някакви слухове за готвен бунт, но нямат никакви доказателства за това, още повече, че се страхуват, че нови арести могат да доведат до открита война. Надявайки се че всичко ще утихне испанците не предприемат никакви действия.
На 1 август 1680 г. започва всеобщото въстание на индианците пуебло. Всички мисии са унищожени и 2/3 от мисионерите и 1/6 от заселниците са избити. Санта Фе е обсаден в продължение на 9 дни. Изправени пред пълно унищожение испанците напускат района. До 1692 г. единството и силата на пуеблосите държат нашествениците извън родината си. Премахвайки чуждото господство, постепенно се завръщат към традициите си. Въстанието на пуеблосите е забележителна победа, която индианци са постигали някога в сегашните Съединени щати. Никога преди и след това не е организиран такъв мащабен съюз, който да се бори с успех срещу завоевателите.

### Завръщане на испанците
Пуеблосите не успяват да запазят това единство. Междувременно атаките на апачите и други номадски племена стават още по-интензивни. Много пуеблоси започват да мислят, че испанците могат да ги спасят от тези нападения. През 1692 г. мъже от Пуеблата Хемес, Зия, Сянта Ана, Сан Фелипе, Пекос и Тано отиват в Гуаделупе дел Пасо да преговарят с испанците да възможното им завръщане. Същата година Диего де Варгас с повече от 1000 войници, заселници и мексикански индианци навлизат в Санта Фе и прогонват пуеблосите настанили се там. До 1696 г. той завзема цяло Ню Мексико и всички пуебла, с изключение на Западните пуеблоси. Хопите никога повече не попадат под испанска власт. Други пуеблоси, за да избегнат испанските нашественици бягат при навахите и се установяват в каньона Губернадор.
Въпреки разногласията между различните групи пуебло, мнозинството отказват даа приемат повторното завръщане на испанците и оказват съпротива. В крайна сметка много от тях са принудени да търсят убежище при хопите. Те установяват селото си в Хано и стават известни като Хопи-теуа. Тези бежанци успяват да запазят своите език и традиции, но все пак културата им до известна степен биваа повлияна от хопите. Всички пуеблоси преживяват големи промени от близо вековният контакт с испанците. Освен че в района са въведени нови култури, инструменти, домашни животни и нова религия, населението им се смалява значително, от около 30 – 40 000 през 1600 г. до около 16 000 по време на въстанието.
Връзките между испанците и пуеблосите значително се променят след повторното завземане на района. Пуеблосите стават партньори на испанците в защитата на Ню Мексико от номадските племена. Отношенията на испанците към пуеблосите стават значително по-хуманни и властите спират да събират данъци от населението.

### Под мексиканско управление
С идването на мексиканското управление след 1821 г., пуеблосите получават по-голяма автономия и се завръщат към традиционните си церемониални практики. Постепенно испанските мисионери напускат района и мисиите са закрити. От 1830 г. пуеблосите започват свободно да практикуват своите церемонии по площади и пред неиндианци.
Най-сериозната последица за пуеблосите под мексиканска власт е загубата на земя. Доктрината за равни права на гражданите обявена от Мексиканското правителство, дава на всички граждани равни права и индианците като такива имат правото да купуват, да дават под наем или да използват земята си като обезпечение. Много корумпирани администратори подправят документи за собственост на индианци, след което ги продават на заселници, често без знанието на самите индианци.

### Под американско управление
Когато генерал Стивън Уотс Кърни поема контрола над Ню Мексико от Мексико през 1846 г. почти без съпротива, пуеблосите изпращат водачите си в столицата Санта Фе, за да се срещнат с новата администрация.
През 1849 г. Джеймс Калхун е назначен за индиански агент в Ню Мексико, а на следващата година за губернатор. Призивите на Калхуун до американското правителство, че пуеблосите са мирни и приятелски настроени земеделци, и не трябва да се закачат, тъй като нямат нищо общо с враждебните племена в района остават нечути, както и претенциите на пуеблосите за изконните им земи.